# Nocario
Nocario (kors. Nucariu) – miejscowość i gmina we Francji, w regionie Korsyka, w departamencie Górna Korsyka.
Według danych na rok 1990 gminę zamieszkiwały 33 osoby, a gęstość zaludnienia wynosiła 11 osób/km².